# Placide Cappeau
« Cappeau » redirige ici. Pour les articles homophones, voir Capot, Capo et Kapo.
Placide Cappeau, né le 25 octobre 1808 à Roquemaure (Gard) où il est mort le 8 août 1877, est un poète français, connu surtout pour être l'auteur du cantique Minuit, chrétiens.

## Biographie

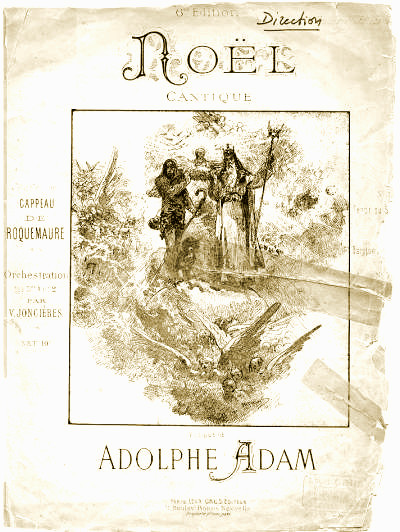
Frontispice de la partition originale de Minuit Chrétiens

Placide Cappeau est le fils de Mathieu Cappeau, tonnelier, et d'Agathe Louise Martinet. D'abord destiné à succéder à son père dans l'entreprise familiale, qui consiste en l'exploitation de quelques vignes et d'une tonnellerie, il est victime d'un accident à l'âge de dix ans : alors qu'il joue avec l'un de ses camarades, un dénommé Brignon, qui manipule une arme à feu, le jeune Cappeau est blessé et doit être amputé de la main droite. Grâce à l'aide financière de Monsieur Brignon, qui participe pour moitié à ses frais de scolarité, il entre à l'école communale, puis au Collège royal d'Avignon, où, malgré son infirmité, il décroche un premier prix de dessin en 1825. Après des études secondaires à Nîmes et avec un baccalauréat ès lettres en poche, il poursuit des études de droit à Paris et obtient une licence en 1831.
Il finit par revenir dans son village natal où il s'associe avec le maire, Guillaume Clerc, dans un commerce de vins et spiritueux.
Son activité de négoce le menant régulièrement à Paris, c'est lors d'un voyage en diligence vers la capitale qu'il fera la connaissance de Marie Antoinette Lousteau, une jeune femme de 29 ans, qu'il épousera le 5 avril 1847. En fait, selon l'acte de mariage de l'état civil de Paris, il épouse LOUSTAU Marie Catherine Henriette à Paris le 6 avril 1848.
C'est, selon ses dires, le 3 décembre 1847 qu'il écrivit, lors d'un voyage en diligence qui le conduisait à Paris, entre Mâcon et Dijon, le poème Minuit, chrétiens, à la demande de l'abbé Maurice Gilles, curé de Roquemaure. En fait, ce cantique fut rédigé avant 1847 dans des circonstances apparemment plus banales. En outre, bien qu'il ait été l'auteur de ce que le compositeur Adolphe Adam, qui mit ses paroles en musique, appelait la « Marseillaise religieuse », Placide Cappeau était républicain, socialiste et anticlérical.
Il est également l'auteur du Château de Roquemaure, poème historique en vingt chants de plus de 9 000 vers, ainsi que de poèmes en langue provençale. Il reçut dans ses salons les grands noms du Félibrige, notamment Frédéric Mistral, Joseph Roumanille, Alphonse Daudet. Il fut également en relations avec Alphonse de Lamartine.

## Publications
- Lou Rei de la favo. Fantaisie poétique provencal-français, 1864
- Le Château de Roquemaure, poème historique en vingt chants, suivi de Le Siège de Caderousse, poème languedocien de l'abbé Fabre traduit en français, vers pour vers, texte en regard, et poésies languedociennes-françaises, textes et traductions par Placide Cappeau, 2 vol., 1876